# Hassendorf
Hassendorf (plattdeutsch Hassendörp) ist eine niedersächsische Gemeinde in der Samtgemeinde Sottrum im Landkreis Rotenburg (Wümme). Im Süden der Gemeinde berührt die Wümme das Gemeindegebiet.

## Geschichte
Der Ort wurde erstmals im Jahre 1299 als Hercenthorpe in einer Urkunde der Erzbischöfe von Bremen erwähnt. 1813 fand beim Ort infolge der napoleonischen Niederlage im Russlandfeldzug auf der von Napoleon errichteten Heerstraße, die heute die B 75 bildet, die Schlacht von Hassendorf statt.

### Ortsname
Alte Bezeichnungen des Ortes sind um 1299 Hercenthorpe, um 1320 Hertzenthorp, erste Hälfte des 15. Jahrhunderts Hersendorppe, 1456 Hersendorpe, um 1540 Harsendorp, 1567 Haßendorp und später Hassendörp.
Der Ortsname bezieht sich auf den Rufnamen einer Person mit dem Erstglied Hart-, wie beispielsweise Hartwig, Hartmann, Hartmut. Das Namenglied Hart- gehört zum althochdeutschen und altsächsischen Wort hart „hart, fest, stark; kühn“ Infrage kommt auch ein Rufname mit dem Erstglied Her-, wie Hermann, Herbrecht, Herwart. Dieses Namenglied gehört zu althochdeutsch hari, altsächsisch heri „Heer, Volk“.

## Politik

### Gemeinderat
Der Rat der Gemeinde Hassendorf besteht aus elf Ratsfrauen und Ratsherren. Dies ist die festgelegte Anzahl für die Mitgliedsgemeinde einer Samtgemeinde mit einer Einwohnerzahl von 1.001 bis zu 2.000 Einwohnern. Die Ratsmitglieder werden durch eine Kommunalwahl für jeweils fünf Jahre gewählt. Die aktuelle Amtszeit begann am 1. November 2021 und endet am 31. Oktober 2026.
Die letzten Gemeinderatswahlen ergaben folgende Sitzverteilungen:
| Partei | 2021 | 2016 |
| ------ | ---- | ---- |
| SPD    | 4    | 6    |
| CDU    | 4    | 4    |
| GRÜNE  | 3    | 1    |

### Bürgermeister
Der Gemeinderat wählte am 30. April 2024 Holger Schloen (Bündnis 90/Die Grünen) zum ehrenamtlichen Bürgermeister bis zum Ende der aktuellen Wahlperiode 2026.

### Wappen
Blasonierung: In Silber ein gemauerter roter Doppelflenkenbalken, oben begleitet von einer blauen Eichel, unten von einer blauen Schäferschippe.
Der Ziegelbalken weist auf die früher vorhandene Ziegelei im Ort hin, zudem steht seine H-Form für das Initial Hassendorfs. Die Farben rot-weiß stehen einerseits für die Zugehörigkeit zu Niedersachsen, in Kombination mit blau zudem für die Franzosen, die hier eine Heerstraße (heute B 75) errichteten. Die Schäferschippe symbolisiert die Schafzucht.

## Kultur und Sehenswürdigkeiten
- Wohn- und Wirtschaftsgebäude Dorfstraße 6 von um 1750 in Fachwerk mit Wohnhausanbau von 1936
- Dorfgemeinschaftshaus von 1975

### Vereine
- Hassendorfer Singkreis von 1975
- TV Hassendorf von 1947 mit  über 500 Mitgliedern, in den Sportarten Fußball, Tischtennis, Gymnastik und Turnen aktiv
- Freiwillige Feuerwehr Hassendorf mit Jugendfeuerwehr; veranstaltet jedes Jahr die plattdeutsche Theaterwoche (Anfang Dezember) und das Osterfeuer (Ostersonntag).
- Hassendorfer Schützenverein; veranstaltet jährlich das Schützenfest (Himmelfahrt und Samstag danach) und das Erntefest mit Festumzug (Zweiter Samstag im September).

## Wirtschaft und Infrastruktur
Durch die Gemeinde führt die B 75, die in Sottrum Anschluss an die A 1 bietet. Auch der Anschluss ans Schienennetz (Strecke Hamburg-Bremen) erfolgt über Sottrum.